# يوهانس كوهن
جوهانس كوهن (بالألمانية: Johannes Kühn)‏ هو ضابط الجمارك ‏ ألماني، ولد في 19 نوفمبر 1991 في باساو في ألمانيا.

## وصلات خارجية
- جوهانس كوهن على موقع IBU (الإنجليزية)
- جوهانس كوهن على موقع الاتحاد الدولي للتزلج (التزلج الريفي) (الإنجليزية)
- جوهانس كوهن على موقع أوليمبيديا (الإنجليزية)
- جوهانس كوهن على موقع اللجنة الأولمبية الألمانية (الألمانية)